# Hans Henning Blomeyer-Bartenstein

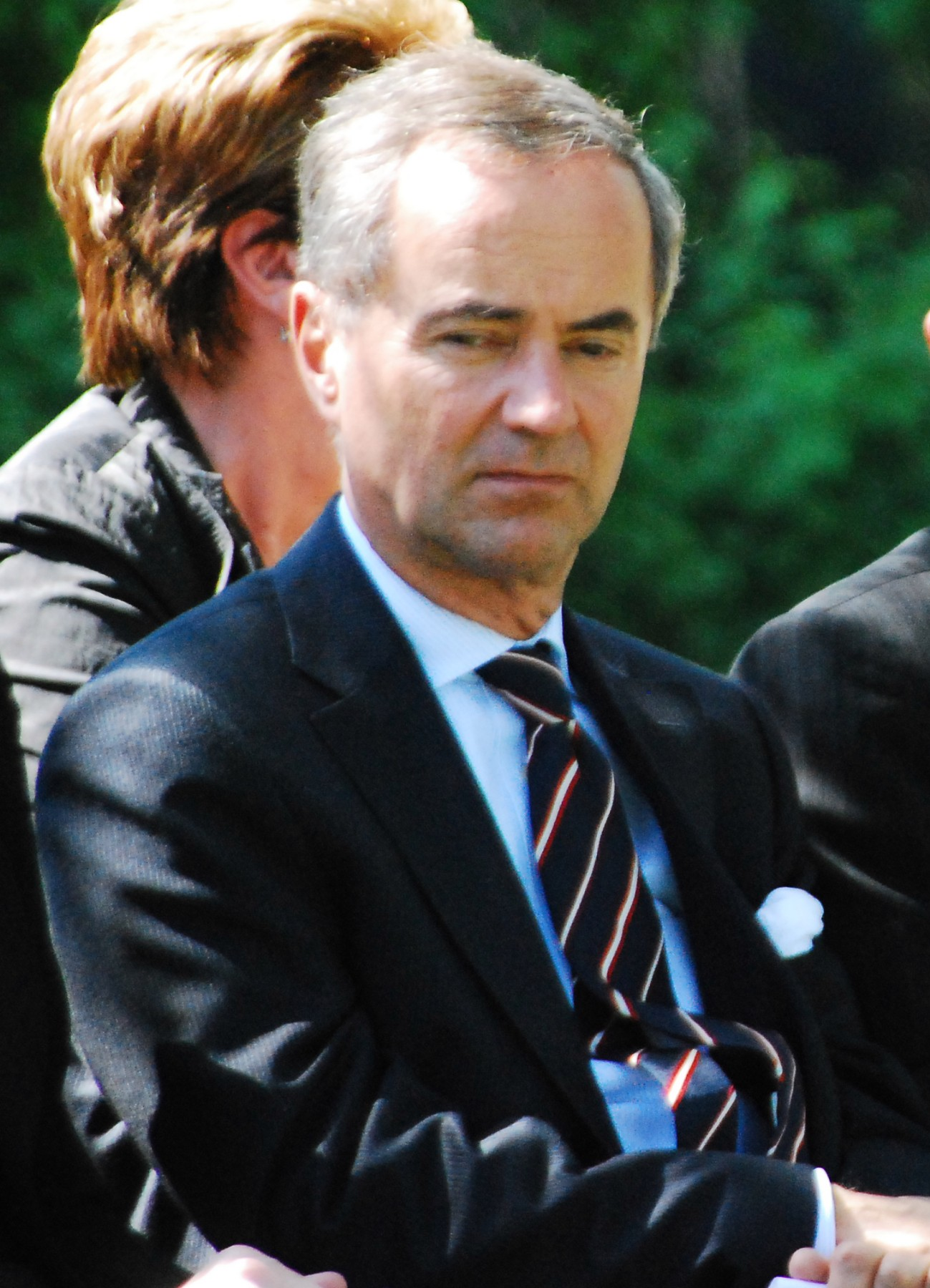
Hans Henning Blomeyer-Bartenstein (2012)

Hans Henning Blomeyer-Bartenstein (* 28. Juli 1950 in München) ist ein deutscher Diplomat im Ruhestand. Zuletzt war er von 2012 bis 2015 Botschafter in Chile. 

## Leben
Blomeyer-Bartenstein ist Sohn des deutschen Diplomaten Horst Blomeyer-Bartenstein. Er studierte nach seinem Abitur von 1969 bis 1975 Politische Wissenschaften und Rechtswissenschaften an der Universität Sorbonne in Paris und trat danach in den Auswärtigen Dienst der Bundesrepublik Deutschland ein. Erste auswärtige Station war ab 1977 die Botschaft in Kairo, wo er zunächst im Pressereferat, dann als politischer Referent arbeitete. 1980 wechselte er ins Auswärtige Amt (AA) nach Bonn, wo er im Referat für außenpolitische Fragen, die Deutschland als Ganzes und Berlin betreffen, eingesetzt war. 1982 wurde er persönlicher Referent der Staatsminister im Auswärtigen Amt, Alois Mertes und Lutz Stavenhagen. Ab 1985 war Blomeyer-Bartenstein in der Botschaft Washington Botschaftsrat in der Politischen Abteilung, ehe er 1988 im AA zum stellvertretenden Leiter des Parlaments- und Kabinettsreferats im Leitungsstab ernannt wurde.
1992 wurde er als Botschaftsrat I. Klasse in der Botschaft Tel Aviv eingesetzt, wo er den Posten des Ständigen Vertreters des Botschafters innehatte. Nachdem er im Herbst 1995 kurzzeitig dem Referat Öffentlichkeitsarbeit und politische Kontakte im Leitungsstab des AA als Leiter vorstand, wurde er im November 1995 in das Bundeskanzleramt versetzt, wo er bis Juli 2001 das Referat für bilaterale Beziehungen zu USA und Kanada, den Vereinten Nationen, Bereich Sicherheits- und Abrüstungspolitik, leitete.
Im August 2001 wurde Blomeyer-Bartenstein stellvertretender Leiter der Außen- und Sicherheitspolitischen Abteilung des AA. Ab Juli 2003 war er Gesandter und Ständiger Vertreter in der deutschen Botschaft London, ehe er im August 2007 zum Beauftragten für Asien- und Pazifikpolitik des Auswärtigen Amtes in Berlin im Range eines Botschafters ernannt wurde.
Von Juli 2009 bis September 2012 war Hans Henning Blomeyer-Bartenstein außerordentlicher und bevollmächtigter Botschafter in der Republik Österreich. Danach war er von Oktober 2012 bis zum Eintritt in den Ruhestand im Sommer 2015 deutscher Botschafter in Santiago de Chile.